# Радомир (град)
Радомир (буг. Радомир) град је у Републици Бугарској, у западном делу земље, седиште истоимене општине Радомир у оквиру Перничке области.

## Географија
Положај: Радомир се налази у западном делу Бугарске. Од престонице Софије град је удаљен 40 km југозападно, а од обласног средишта, Перника град је удаљен свега 10 km југозападно.
Рељеф: Област Радомира се налази у средишту Радомирске котлине, на око 770 метара надморске висине. Изнад града се диже планина Голо брдо. Крај око града се назива Мрака.
Клима: Због знатне надморске висине клима у Радомиру је оштрији облик конитненталне климе са планинским утицајима.
Воде: Кроз Радомир протиче више мањих потока. У граду се налази и водопад.

## Историја
Област Радомира је првобитно било насељено Трачанима, а после њих овом облашћу владају стари Рим и Византија. Јужни Словени ово подручеје насељавају у 7. веку. Од 9. века до 1373. године област је била у саставу средњовековне Бугарске.
Крајем 14. века област Радомира је пала под власт Османлија, који владају облашћу пет векова.
Од 1878. године град је постао део савремене бугарске државе. Срби из Радомира и осталих места те нахије су 1878−1879. године слали оверене и потписане петиције против нове бугарске државе. Јула 1878. године Срби из Дупнице, Самокова и Радомира оверили су своју петицију са 80 општинских печета. Другом приликом исте године своју засебну петицију Радомировци потврдили су са 250 потписа грађана и 36 општинских печета.
Насеље постоје убрзо средиште окупљања за села у околини, са више јавних установа и трговиштем. Радомирски округ се назива "Мрака".
Године 1881. у Радомиру је било пописано 355 домова са 2372 становника. Две деценије каснија, било је 1894. године у Радомирској општини 3297 становника.

## Становништво
По проценама из 2007. године. Радомир је имао око 15.000 ст. Огромна већина градског становништва су етнички Бугари. Остатак су махом Роми. Последњих деценија град губи становништво због удаљености од главних токова развоја у земљи.
Претежан вероисповест месног становништва је православна.

## Галерија
- Градско читалиште
- Здање општине Радомир
- Градски парк
- Водопад у Радомиру